# Pluto postino
Pluto postino (Mail Dog) è un film del 1947 diretto da Charles A. Nichols. È un cortometraggio animato della serie Pluto, prodotto dalla Walt Disney Productions e uscito negli Stati Uniti il 14 novembre 1947, distribuito dalla RKO Radio Pictures.

## Trama
In una zona nevosa, a causa del maltempo, un aereo postale è costretto a tornare indietro, affidando la posta a Pluto che deve portarla all'aeroporto più vicino. Dopo aver superato alcuni inconvenienti con uno spaventoso totem, Pluto si imbatte in un coniglio infreddolito che vuole la coperta della slitta di Pluto. I due litigano per il possesso della coperta, dopodiché si inseguono lungo alcuni tortuosi pendii ghiacciati, finendo alla pista di atterraggio, dove i due si schiantano in un banco di neve e catapultano la borsa della posta proprio nella mano del pilota. Vedendo l'ottimo risultato dell'inseguimento, Pluto permette al coniglio di usare la coperta durante il viaggio di ritorno.